# Kronstadt
Kronstadt est également le nom allemand de la ville roumaine de Brașov et d'une ville dans l'État libre d'Orange, en Afrique du Sud.
Kronstadt ou Cronstadt (en russe : Кроншта́дт / Kronchtadt) est une ville de Russie située sur la mer Baltique, sur l'île de Kotline, dans le district de Kronstadt dans la ville fédérale de Saint-Pétersbourg. Sa population s'élevait à 43 614 habitants en 2013.
Port de guerre dès l'époque de la Russie impériale, elle est particulièrement connue par le soulèvement des marins de 1921 et l'instauration d'une commune libre durant la guerre civile, puis par sa répression par le pouvoir bolchévique.
Le centre historique de la ville et ses fortifications font partie du site du patrimoine mondial de Saint-Pétersbourg et des ensembles de monuments associés.

## Géographie

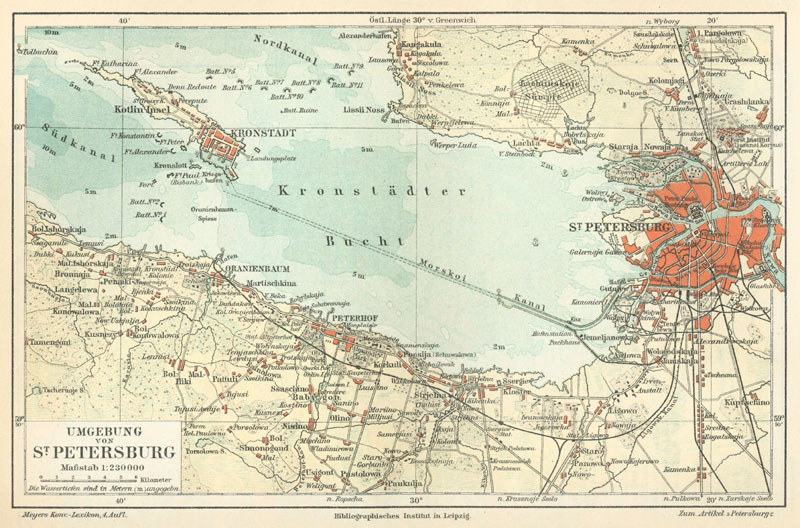
Carte de la baie de St Pétersbourg (1888). Au nord-ouest : l'île de Kotline et la ville de Kronstadt.

Kronstadt est située sur l'île de Kotline, dans la baie de la Néva, au fond du golfe de Finlande.
La ville se trouve à environ 20 km de Saint-Pétersbourg, à laquelle elle est rattachée administrativement. Elle compte environ 45 000 habitants (2002). Elle sert à la fois de port principal et de forteresse de défense pour Saint-Pétersbourg, et abrite le siège de l'amirauté russe ainsi que le commandement de la flotte de la Baltique.
L'île de Kotline est reliée depuis longtemps par une digue avec la rive nord du golfe de Finlande, où une route relie Kronstadt à Saint-Pétersbourg. Jusqu'en 2010, la ville était reliée par ferry-boat avec la ville de Lomonossov, sur la rive sud du golfe. Depuis cette date, la demi-boucle ouest du périphérique de Saint-Pétersbourg (KAD) relie Kronstadt aux deux rives (la digue sud comporte un court tunnel sous le chenal maritime).

## Histoire

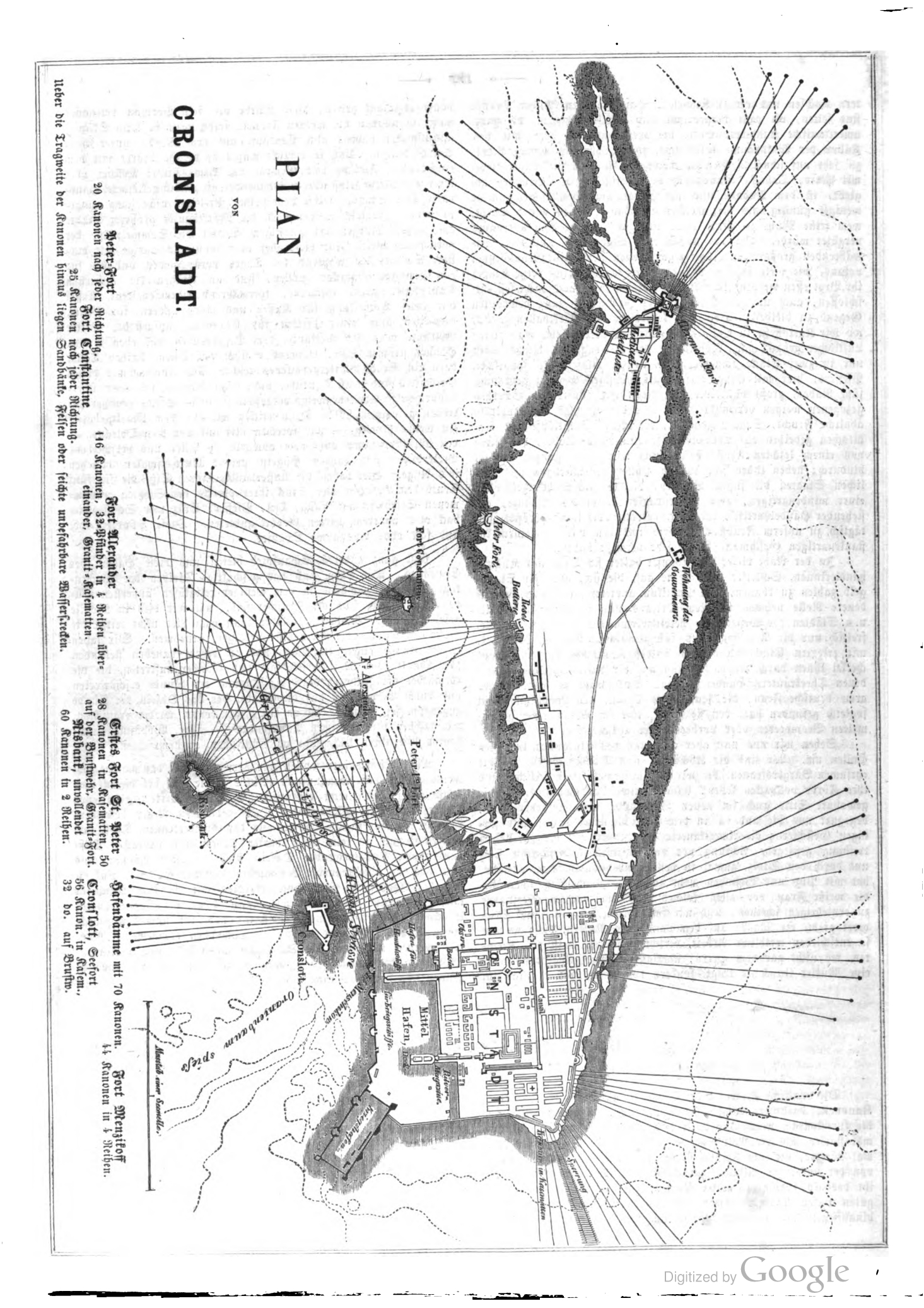
La forteresse de Cronstadt avec le champ de tir de l'artillerie, gravure allemande, Die Gartenlaube, 1854.

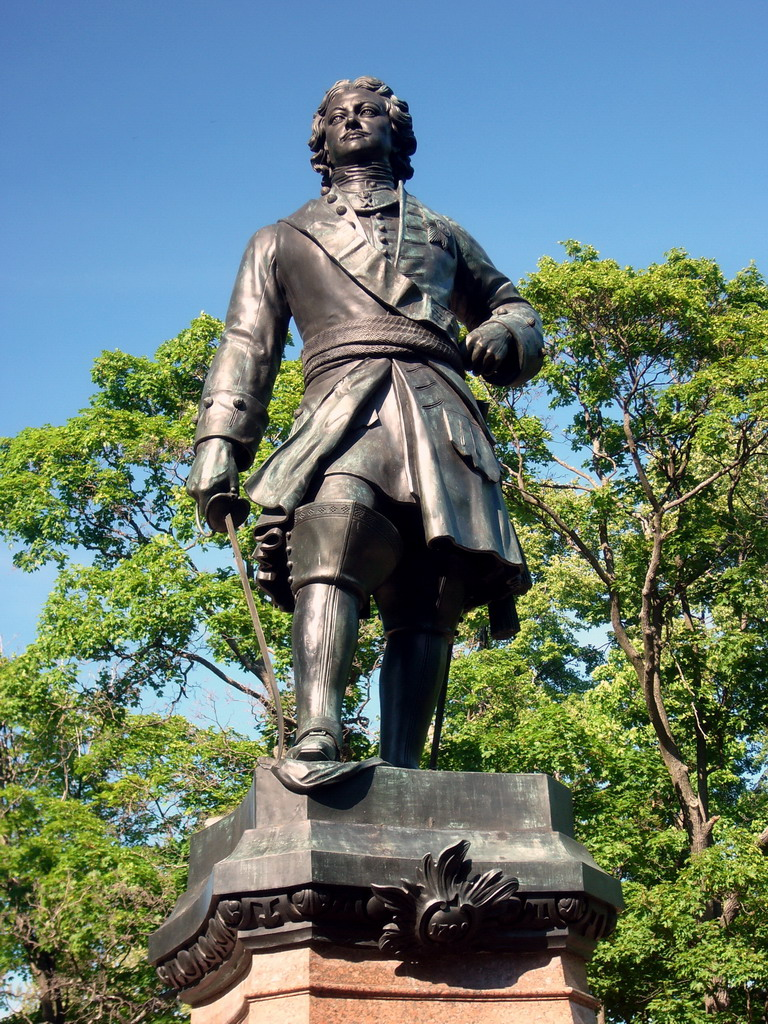
Statue en l'honneur de Pierre le Grand œuvre du sculpteur français Napoléon Jacques.

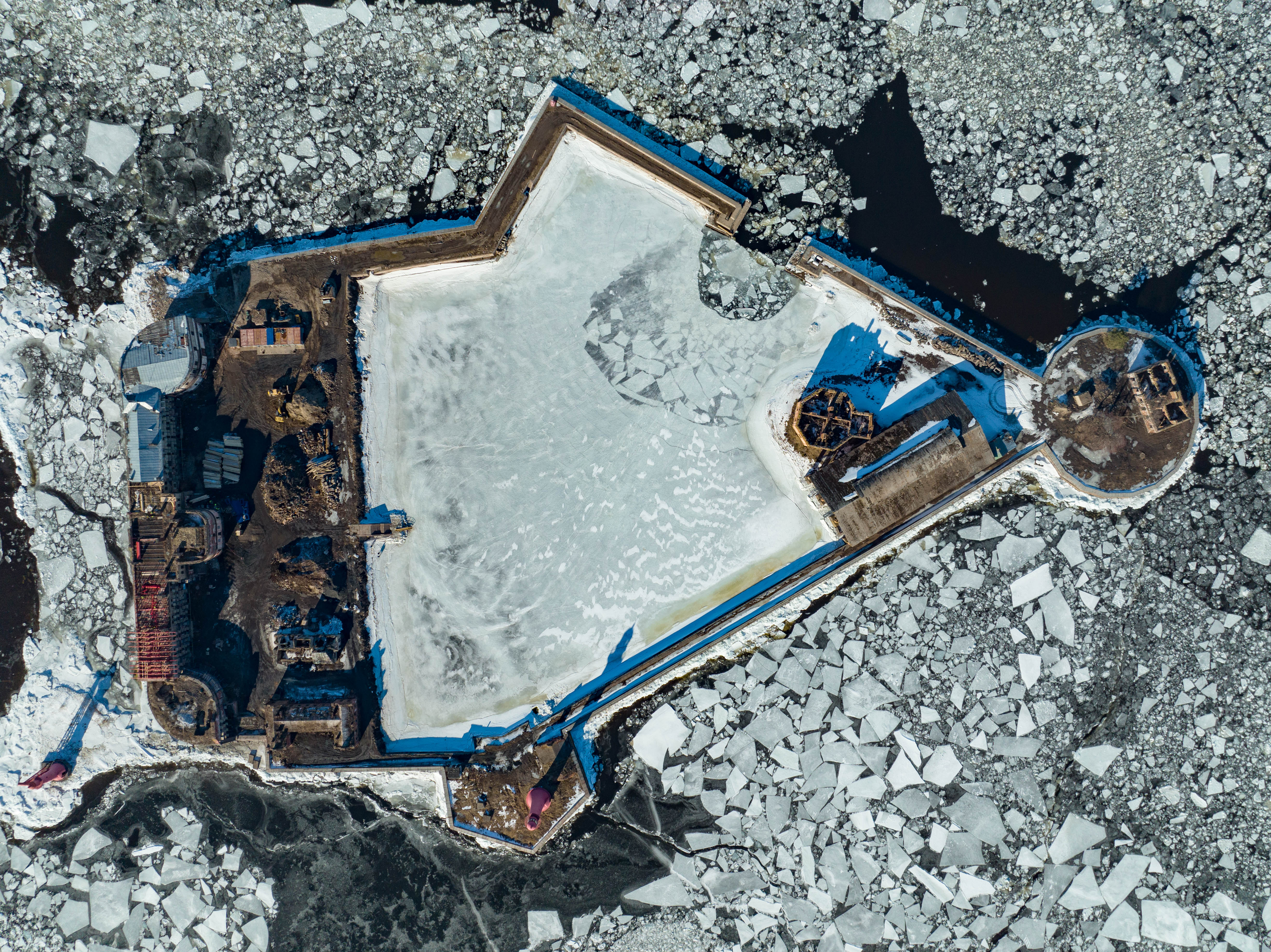
Кроншлот, fortification du golfe de Finlande à Kronstadt. Mars 2022.

Kronstadt est fondée en 1710 par Pierre le Grand, après la prise de l'île de Kotline aux Suédois en 1703. Les premières fortifications datent de cette époque.
Son premier commandant est le colonel Fiodor Tolboukhine qui, en 1705, défendit victorieusement l'île de Kotline contre un retour offensif des Suédois. En mémoire de ses hauts faits, on rebaptisera d'ailleurs de son nom l'ancien phare en bois de l'île lors de sa reconstruction en pierre en 1736. En 1799-1800, le port militaire a pour gouverneur un officier de marine français émigré, Hippolyte de Capellis, contre-amiral au service de la Russie depuis 1796.
Kronstadt fut considérablement rééquipée et refortifiée au XIXe siècle. Les anciens forts, au nombre de cinq, qui constituaient l'arc de défense principal et qui avaient défié la flotte franco-britannique durant la guerre de Crimée, perdirent en importance. Sous la direction d'Édouard Totleben, un nouveau fort (Constantin) et 4 batteries furent construits (1856-1871) pour défendre l'approche principale, tandis que 7 autres batteries couvraient le canal nord, moins profond. Toutes ces fortifications, basses et fortement protégées, étaient équipées de canons Krupp, tandis que la ville était également entourée d'un mur d'enceinte.
En 1891, la base navale fut célébrée en France et en Russie dans le contexte de l'Alliance franco-russe, lorsque la flotte française de l'amiral Alfred Gervais y vint en visite officielle et fut accueillie par Alexandre III. En retour, la flotte russe vint à Toulon en 1893. Ces événements, donnant lieu entre autres à deux médaillons commémoratifs du sculpteur Jules Chaplain, eurent de grands retentissements dans les deux pays.
Le soulèvement de Kronstadt
En 1921, a lieu la révolte de Kronstadt, soulèvement armé de marins contre le pouvoir bolchevik. Ce mouvement est durement réprimé par l'Armée rouge dirigée par Léon Trotski. Le nom de cette ville est depuis lors le symbole du litige entre les révolutionnaires anarchistes et d'ultra-gauche d'une part, et les bolchéviques d'autre part.
Les premiers refusaient au parti bolchévique le monopole du pouvoir, tout en désirant que celui-ci reste aux soviets, libres de déterminer le déroulement de la révolution. Même s'ils n'ont pas été à l'origine de la révolte, anarchistes et ultra-gauche considéraient celle de Kronstadt comme légitime. Durant cette révolte, certains slogans disaient d'ailleurs : « Tout le pouvoir aux soviets, pas aux partis » ;

Les bolcheviks voulaient la « direction d'un parti ouvrier » et considéraient la Révolte de Kronstadt comme présentant des caractéristiques « bourgeoises », risquant de déboucher sur une invasion des Armées blanches.

Cette révolte eut lieu alors que des élections étaient prévues dans les deux mois suivants.
Pendant la Seconde Guerre mondiale, Kronstadt fut massivement bombardée par la Luftwaffe, avec notamment l'envoi par le fond du cuirassé soviétique Marat par l'as allemand Hans-Ulrich Rudel à bord de son Stuka.

### Hommage toponymique
Dans plusieurs communes de France, notamment à Lille, Lyon, Nancy, Nice, Paris, Saint-Quentin, Tarbes, Dijon et Vichy des rues portent le nom de « rue de Cronstadt » en souvenir de la première réception de l'escadre française dans les eaux russes. À Toulon, commune jumelée avec Cronstadt depuis 1996, le quai principal du port de plaisance est nommé "Quai Cronstadt".

## Population
Recensements (*) ou estimations de la population
| 1863   | 1897*  | 1926*  | 1959*  | 1970*  | 1979*  |
| ------ | ------ | ------ | ------ | ------ | ------ |
| 48 400 | 59 525 | 21 243 | 40 303 | 39 477 | 40 308 |

| 1989*  | 2002*  | 2010*  | 2012   | 2013   | 2014 |
| ------ | ------ | ------ | ------ | ------ | ---- |
| 45 053 | 43 385 | 43 005 | 43 683 | 43 614 | -    |

## Monuments

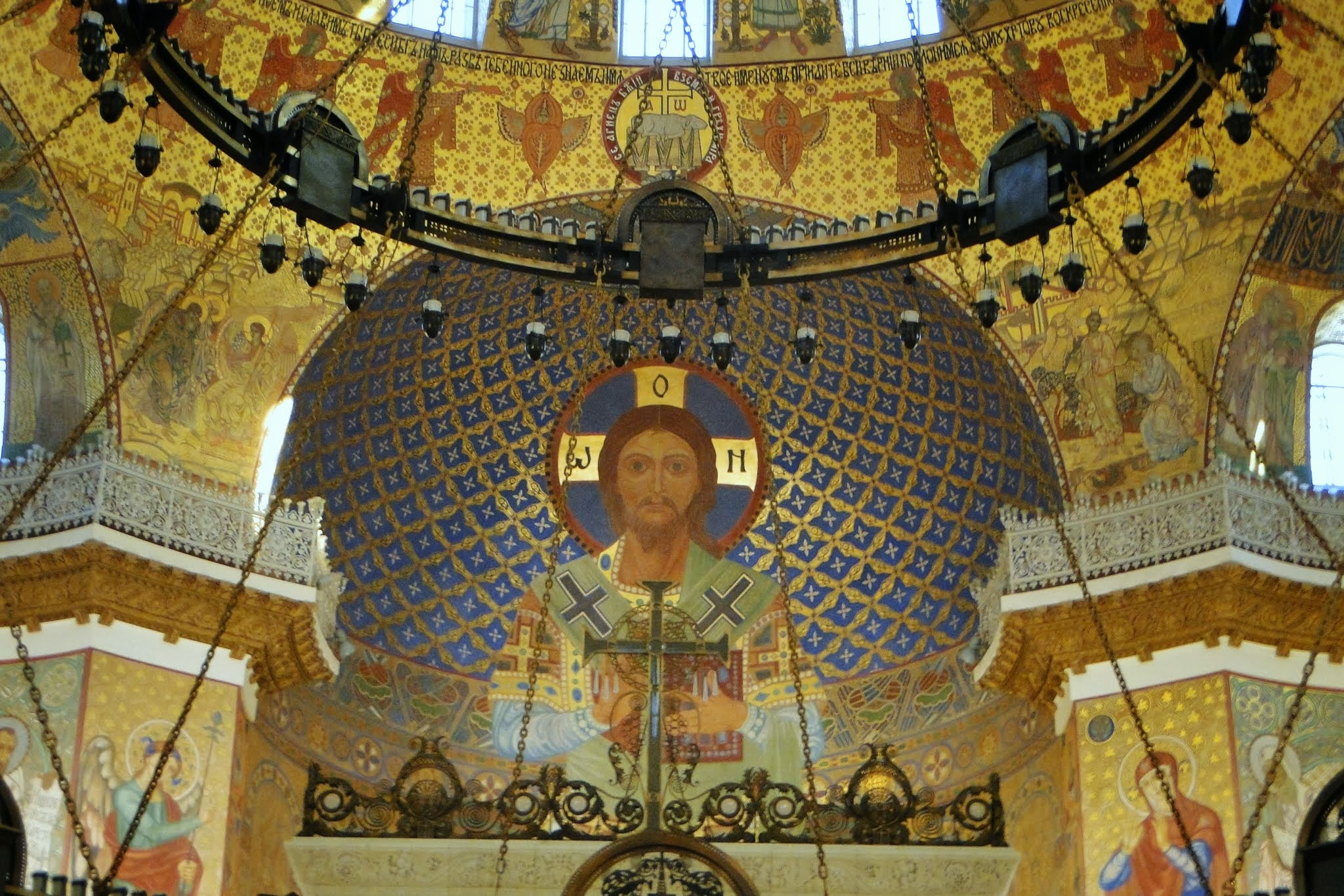
La cathédrale navale (intérieur)

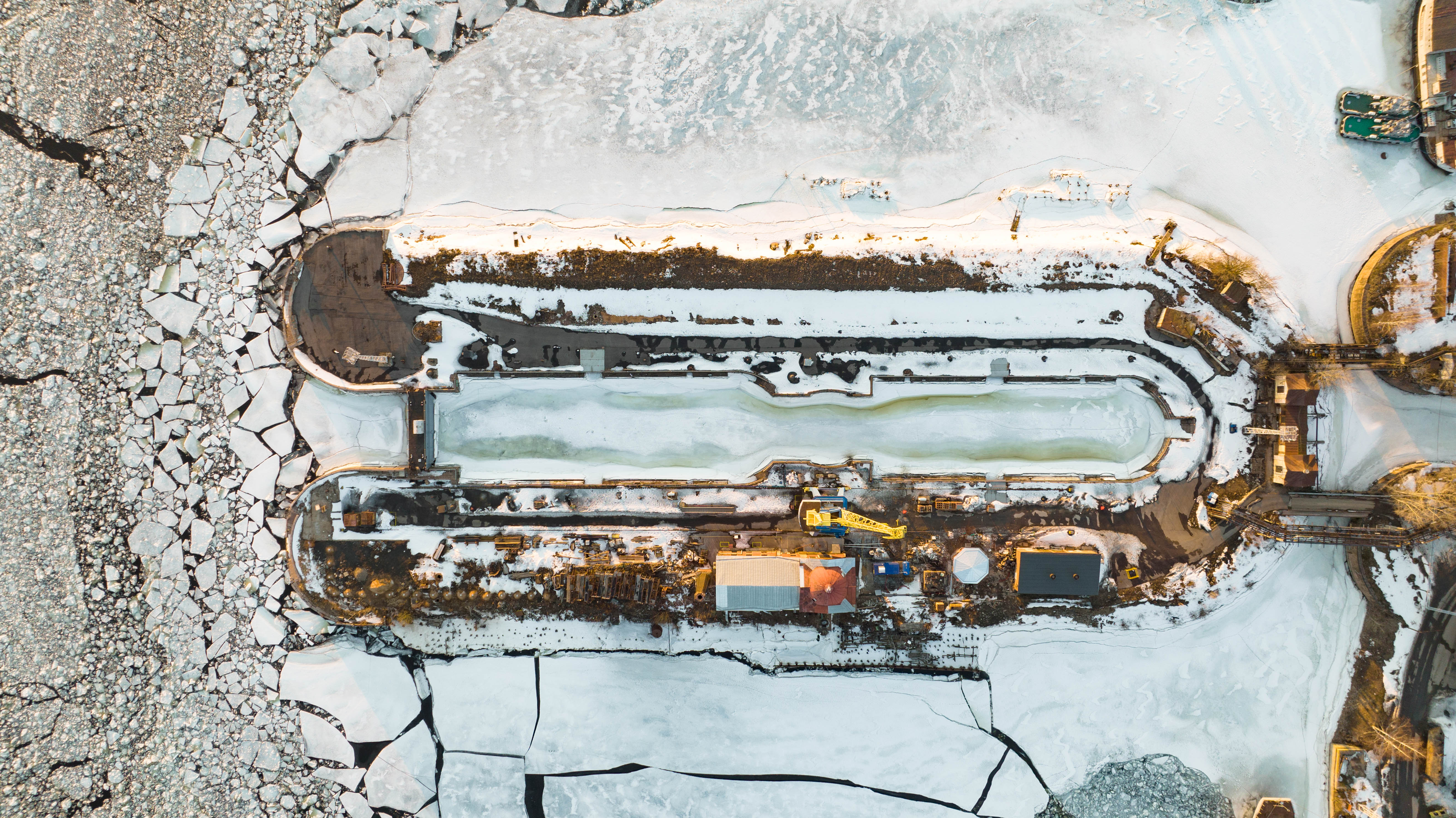
La cale sèche Nikolayevsky dans le port de Kronstadt. Mars 2022.

Le monument le plus imposant de la ville est l'immense cathédrale navale (dédiée à saint Nicolas), construite entre 1908 et 1913, et censée représenter l'apogée de l'architecture néo-byzantine russe.
L'ancienne cathédrale Saint-André, datant de 1817, construite jadis à la gloire et à la beauté de la ville, fut détruite par les soviétiques en 1932.

## Personnalité
- Pyotr Pakhtusov (1800-1835), explorateur, né à Kronstadt.

## Hommages
Le Cronstadt est un chapeau dont le nom est issu de la ville russe.

## Jumelage
- Toulon (France) depuis le 26 septembre 1996[4]
- Goshiki (Japon) depuis 2001
- Piła (Pologne) depuis 1993
- Assipovitchy (Biélorussie) depuis 1998
- Nordborg (Danemark) depuis 1998
- Nauplie (Grèce) depuis 2008
- Mühlhausen (Thuringe) (Allemagne) depuis 1995
- Kotka (Finlande) depuis 1993
- Teva I Uta (Polynésie française) depuis le 24 juin 2015